# Mistrz gry

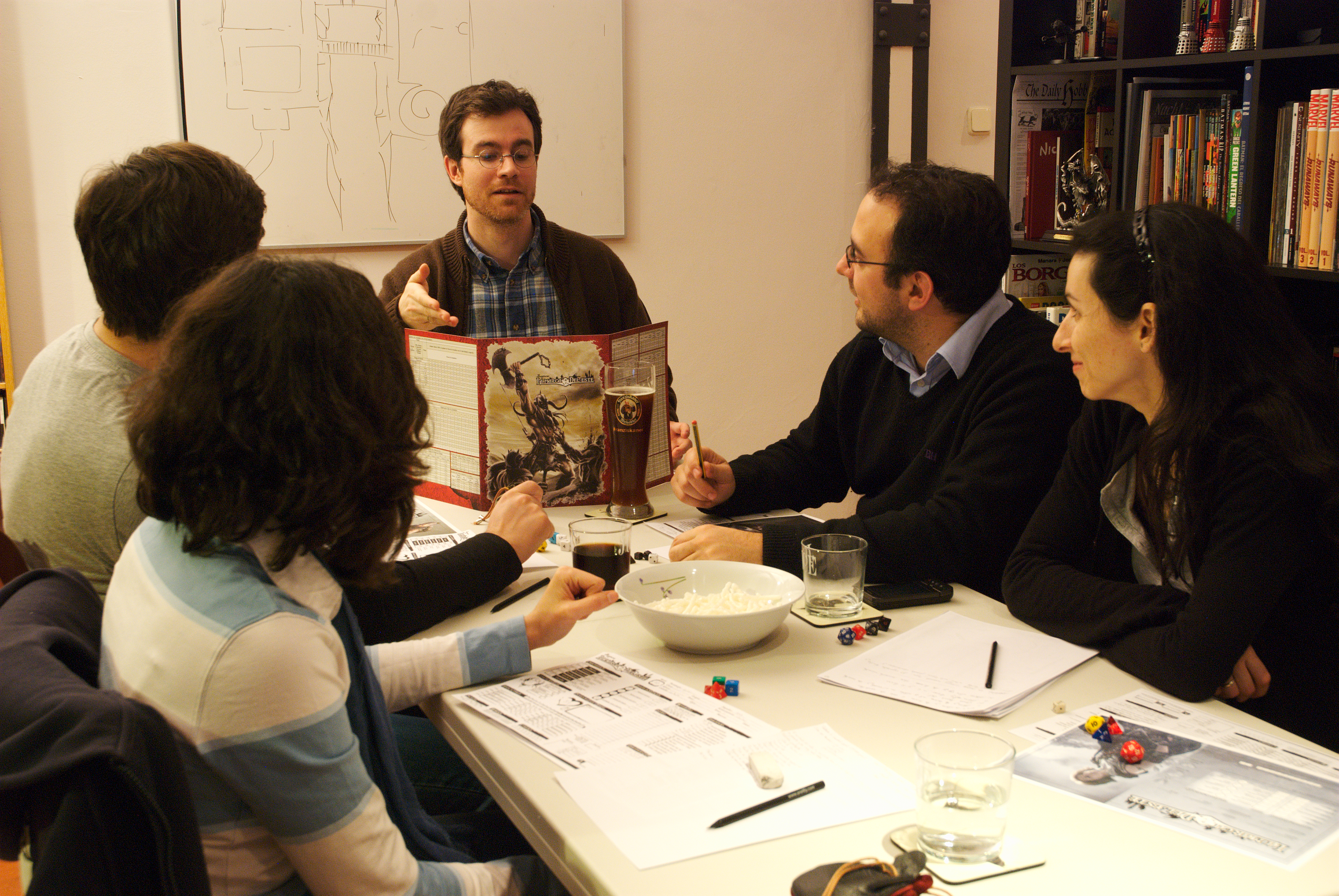
Grupa graczy i mistrz gry tzw. organizator.

Mistrz gry, w skrócie MG (ang. game master, w skrócie GM) – organizator, narrator oraz sędzia w grach fabularnych. W wielu systemach mistrz gry jest określany wyrażeniem bardziej pasującym do konwencji, w której toczy się gra, np. mistrzem podziemi (ang. Dungeon Master – tylko w Dungeons & Dragons), bajarzem (Wiedźmin: Gra Wyobraźni), narratorem (Świat Mroku), starostą (Dzikie Pola) itp.
Przykład: GMP, w jaki sposób rolę mistrza gry definiuje system Wiedźmin: Gra Wyobraźni:
Bajarz – nazywany w innych systemach mistrzem gry – to osoba prowadząca rozgrywkę. Scenarzysta, reżyser i opowiadacz, człowiek będący oczami i uszami graczy. To on opisuje świat, który widzą bohaterowie. On też odpowiada na pytania dotyczące wszelkich konsekwencji ich poczynań. Jest jakby książką, w której pojawiają się obrazy, głosy, postacie spotykane przez bohaterów. Przez moment musi odgrywać wszystkie osoby i zwierzęta.
Mistrz gry przygotowuje sesję dla graczy, a następnie nadzoruje przebieg jej rozgrywki. Kontroluje wszystkie wydarzenia w świecie oraz zachowanie postaci nie sterowanych przez graczy (tzw. BN - bohaterowie niezależni). Jedynie MG dysponuje pełną wiedzą na temat świata i scenariusza gry. Opisuje on uczestnikom zabawy to, co widzą ich postacie oraz określa reakcję otoczenia na ich zachowanie (np. co się stanie jeśli jeden z graczy zechce otworzyć drzwi). Ma też decydujący głos przy interpretacji reguł danego systemu, tj. mechaniki gry. Jedynym elementem, który nie podlega bezpośredniej kontroli przez mistrza gry są poczynania samych graczy. Nie posiada on wpływu na decyzje uczestników przygody dotyczące zachowania odgrywanych przez nich bohaterów.
Należy podkreślić, że mistrz gry nie jest przeciwnikiem graczy – jego rolą jest jedynie stawianie wyzwań na drodze ich postaci w ramach realizacji ustalonego wcześniej scenariusza.
Do głównych zadań mistrza gry należy:
- narracja; przedstawienie świata graczom
- odgrywanie roli bohaterów niezależnych
- orzekanie o skutkach działań bohaterów graczy